# Dénia Ciutat Creativa
Il Dénia Ciutat Creativa è un traghetto appartenente alla compagnia di navigazione Baleària

## Servizio
Varato l'11 marzo 1992 nel cantiere navale Van der Gissen de Noord di Krimpen aan den IJssel con il nome di Via Ligure e consegnato il 23 giugno successivo alla Viamare di Navigazione, prende servizio il 7 luglio nei collegamenti tra Voltri e Termini Imerese.
Nel marzo del 1994 viene noleggiato alla Strintzis Lines e, ribattezzato Ionian Star, viene trasferito in cantiere a Perama, dove viene trasformato in traghetto Ro-Pax.
Il 17 giugno 1994 prende servizio nei collegamenti tra Patrasso, Igoumenitsa, Corfù ed Ancona.
Nel 1996 viene venduto a titolo definitivo alla Strintzis Lines.
Il 18 febbraio 1999 viene venduto alla Compagnie méridionale de navigation e, ribattezzato Scandola, giunge il 24 febbraio a Marsiglia.
Il 30 marzo viene battezzato ad Ajaccio ed il giorno successivo prende servizio nei collegamenti tra Marsiglia ed Ajaccio.

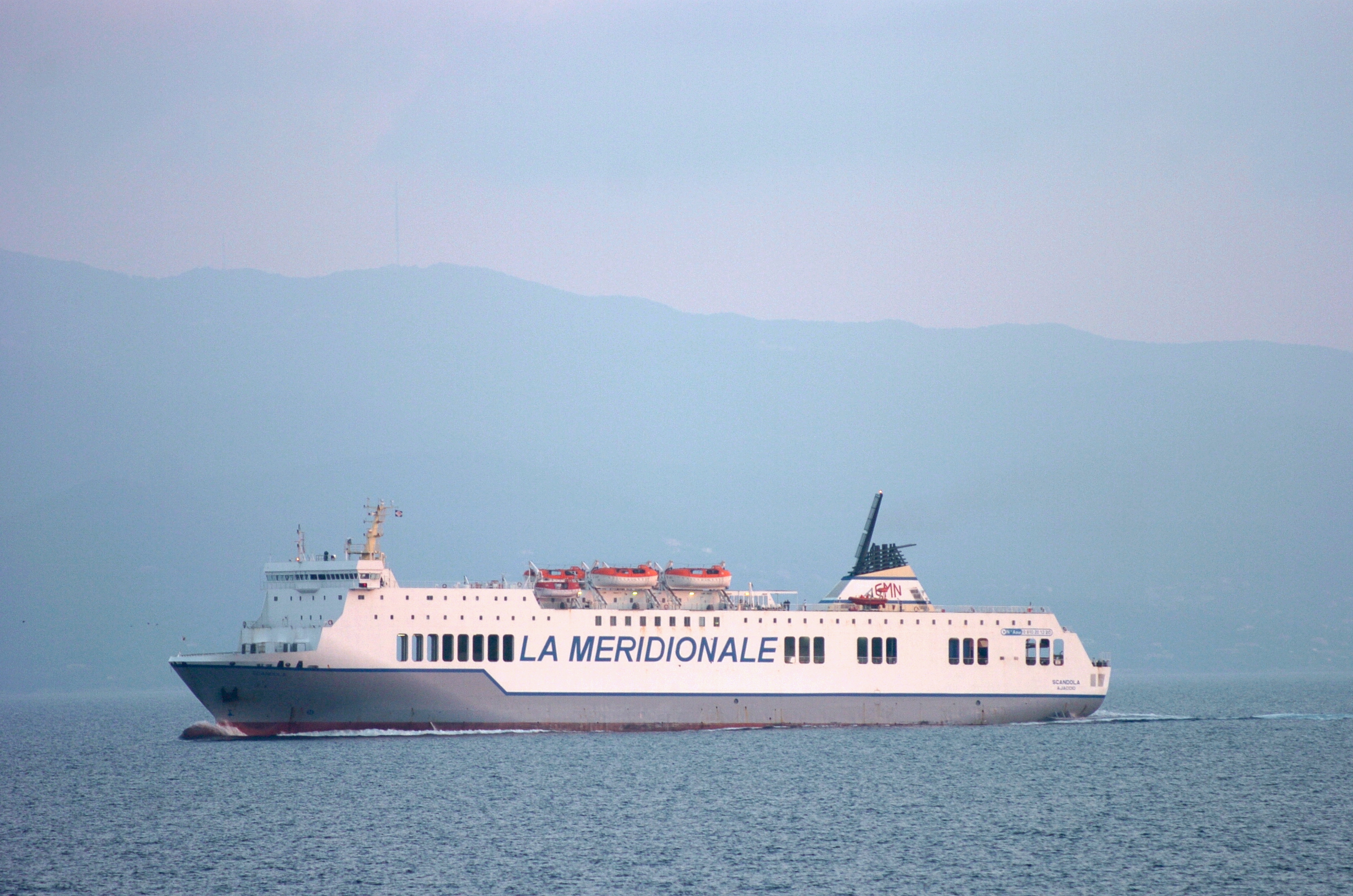
Lo Scandola in arrivo ad Ajaccio nel 2007.

Nel giugno del 2012, con l'ingresso in flotta del nuovo Piana, viene noleggiato alla ASA Lines e salpa da Ajaccio per Napoli, dove viene sottoposto a lavori di ristrutturazione.
Ad agosto prende servizio nei collegamenti tra Vado Ligure e Tarragona.
Terminato il noleggio, torna in disarmo a Napoli.
Il 4 marzo 2013 viene noleggiato alla Trasmediterránea e prende servizio nei collegamenti tra Valencia e le Baleari.

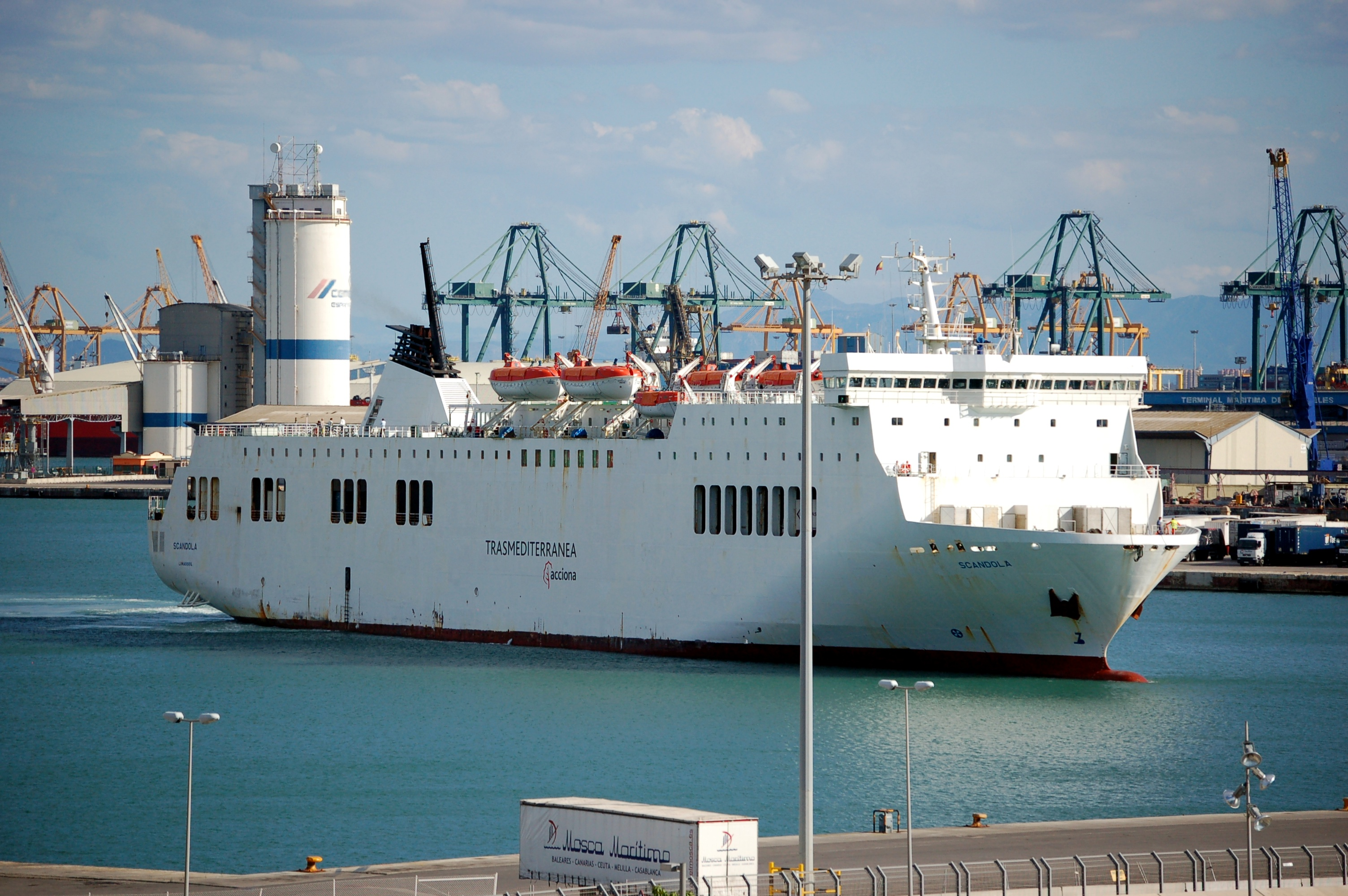
Lo Scandola in evoluzione a Valencia nel 2013.

Nell'aprile del 2015 viene venduto alla Baleària, con consegna prevista ad aprile 2016.
Nell'aprile del 2016 viene consegnato al nuovo armatore e, ribattezzato Dénia Ciutat Creativa, prende servizio nei collegamenti tra Valencia,Barcellona e le Isole Baleari, dove opera tutt'oggi. Saltuariamente opera anche nei collegamenti tra Almería e Nador.
Il 24 luglio 2022, poco dopo la partenza da Valencia, scoppia un incendio nella sala macchine del traghetto, che fece subito ritorno nel porto spagnolo.
Il 26 luglio torna regolarmente in servizio.

## Navi gemelle
- Amal
- Lider Prestij
- Galileusz
- Copernicus
- Marco Polo
- Drujba